# Фон Аркс, Курт
Курт фон Аркс (нем. Kurt von Arx, 14 февраля 1937, Заальбах, Австрия) — швейцарский хоккеист (хоккей на траве), нападающий.

## Биография
Курт фон Аркс родился 14 февраля 1937 года в австрийском городе Заальбах.
Играл в хоккей на траве за «Блаувайсс» из Ольтена.
В 1960 году вошёл в состав сборной Швейцарии по хоккею на траве на Олимпийских играх в Риме, занявшей 15-е место. Играл на позиции нападающего, провёл 5 матчей, забил 1 мяч в ворота сборной Бельгии.